# Robert de Vere, duca d'Irlanda
Robert de Vere, duca d'Irlanda (16 gennaio 1362 – Lovanio, 22 novembre 1392), cortigiano inglese fu uno dei favoriti di Riccardo II d'Inghilterra.

## Il favorito
Robert de Vere nacque il 18 gennaio 1362, unico figlio di Thomas de Vere, VIII conte di Oxford (1336 circa-settembre 1371) e Maud de Ufford, contessa di Oxford, trisnipote di Enrico III d'Inghilterra per parte di madre. Robert a corte divenne estremamente legato a Riccardo II d'Inghilterra divenendo uno dei suoi favoriti, la sua vicinanza al re non era ben vista così come non lo erano gli onori che Riccardo gli conferiva. Alla morte del padre, gli infatti era succeduto, divenendo il IX Conte di Oxford, poi nel 1385 divenne Marchese di Dublino e l'anno dopo Duca d'Irlanda. Egli fu il secondo a detenere il titolo di duca senza essere un principe (il primo era stato Enrico Plantageneto, I duca di Lancaster) e fu il primo marchese in assoluto d'Inghilterra. Questi nuovi onori portarono il malcontento a livelli mai raggiunti prima entro la corte di Riccardo tanto che lo storico, di fatto coevo, Thomas Walsingham, iniziò a mormorare che fra i due vi fosse una relazione impropria. Robert nel 1376 aveva contratto un matrimonio assai vantaggioso, s'era infatti sposato con Philippa de Coucy, prima cugina del re perché figlia di sua zia Isabella di Coucy, figlia di Edoardo III d'Inghilterra. Quando poi Riccardo si sposò con Anna di Boemia Robert iniziò una relazione con una delle sue damigelle, Agnes de Launcekrona e nel 1387 papa Urbano VI gli permise di ripudiare Philippa per sposare Agnes. Con il tempo la fazione di corte ostile a Robert e all'altro favorito, Michael de la Pole, I conte di Suffolk, si organizzò dando vita a una sorta di coalizione che prese il nome di Lord Appellanti che chiese che entrambi fossero esiliati. Robert venne esiliato in Irlanda e nel 1387 condusse, comunque, l'esercito del re contro gli uomini degli appellanti alla battaglia di Radcot Bridge, messo alle corde Robert scelse di fuggire in Francia lasciando che i suoi uomini venissero messi in rotta. Il Merciless Parliament del 1388 confiscò tutti i suoi titoli e i suoi beni e condannò Robert a morte in absentia, tale provvedimento intaccò anche coloro che gli erano vicini, il suo secondo in Irlanda, re John I Stanley di Man venne sollevato dall'incarico, così come il suo governatore James Butler, III conte di Ormond, il cancelliere Alexander de Balscot vescovo di Meath (morto nel 1400) e il tesoriere Robert Crull (1349-1408). Robert morì in esilio a Lovanio, o nei suoi pressi, il 22 novembre 1392; tre anni dopo Riccardo riuscì a riportare in Inghilterra il suo corpo imbalsamato perché potesse essere seppellito. Non avendo avuto eredi legittimi venne succeduto dallo zio Aubrey de Vere, X conte di Oxford nel 1392.